# Dubai (Schiff)
Die Dubai ist eine Megayacht, die sich im Besitz des Scheichs Muhammad bin Raschid Al Maktum, des Herrschers des Emirates Dubai, befindet. Die 162 Meter lange Yacht steht auf Platz 4 der Liste der längsten Motoryachten (Stand 2023).

## Geschichte
Die Dubai wurde 1995 unter verschiedenen Projektnamen („Panhandle“, „Golden Star“) in Auftrag gegeben und ursprünglich in Zusammenarbeit der deutschen Werften Blohm + Voss und Lürssen gebaut. Im Jahr 1997 wurde der Bauauftrag jedoch vom Auftraggeber gestoppt und ging 2001 an den neuen Eigner, Muhammad bin Raschid Al Maktum, den Herrscher des Emirates Dubai. Das Schiff mitsamt Schwimmdock wurde mit der Blue Marlin über die Türkei nach Dubai transportiert. Die in Dubai ansässige Platinum Yachts FZCO Werft baute das Schiff unter dem Projektnamen Platinum weiter und übergab diese an den Eigner 2006. Die Yacht hat einen Liegeplatz vor der nördlichen der beiden künstlichen Logo Islands, der Privatinsel Al Maktums.⊙
Die Yacht war mit 162 Meter Länge in den Jahren von 2006 bis 2009 die größte Megayacht der Welt, wurde darin aber am 12. Juni 2009 durch die ebenfalls bei B+V gebaute Eclipse, mit einer Rumpflänge von 163 Meter, abgelöst. Der Wert der Yacht wird auf 300 bis 400 Millionen Dollar geschätzt.

## Ausstattung
Das Design des Schiffes wurde von „Andrew Winch Designs“ entworfen. Zur Ausstattung gehört unter anderem ein Hubschrauberlandeplatz, für Hubschrauber bis zu maximal 9,5 Tonnen, zwei 10 m lange Motorboote, ein Speisesaal für 90 Gäste und ein 10-m-Schwimmbad inklusive Katarakt an Deck. Außerdem besitzt die Yacht eine Diskothek, ein Kino, 20 Waterbikes, ein U-Boot, einen Hummertank und einen Squash-Court. Die Dubai unterteilt sich in acht Decks und bietet Platz für bis zu 88 Crewmitglieder und 115 Gäste. Die vier MTU-20V-Dieselmotoren leisten jeweils 6.301 kW und beschleunigen das Schiff auf bis zu 26 Knoten. Mit den 1,2 Millionen Liter großen Dieseltanks ist die Dubai in der Lage, eine Strecke von 8.500 Seemeilen zurückzulegen.